# Garretson (Dakota del Sur)
Garretson es una ciudad ubicada en el condado de Minnehaha en el estado estadounidense de Dakota del Sur. En el Censo de 2010 tenía una población de 1.166 habitantes y una densidad poblacional de 301,74 personas por km².

## Geografía
Garretson se encuentra ubicada en las coordenadas 43°42′53″N 96°30′12″O / 43.71472, -96.50333. Según la Oficina del Censo de los Estados Unidos, Garretson tiene una superficie total de 3.86 km², de la cual 3.75 km² corresponden a tierra firme y (2.95%) 0.11 km² es agua.

## Demografía
Según el censo de 2010, había 1.166 personas residiendo en Garretson. La densidad de población era de 301,74 hab./km². De los 1.166 habitantes, Garretson estaba compuesto por el 98.46% blancos, el 0.26% eran afroamericanos, el 0.34% eran amerindios, el 0% eran asiáticos, el 0% eran isleños del Pacífico, el 0% eran de otras razas y el 0.94% pertenecían a dos o más razas. Del total de la población el 0.26% eran hispanos o latinos de cualquier raza.